# Max et son âne

Max et son âne ou L'âne jaloux est un court métrage français, muet réalisé par Max Linder en 1912.

## Résumé
Jane se fait courtiser par un amoureux quand elle reçoit un message de son fiancé, Max, qui lui envoie son âne pour qu'il l'amène à leur rendez-vous. Les deux fiancés sont réunis sur un banc public quand l'âne devient jaloux et commence à poursuivre Max dans les escaliers, les étages, sur les toits et dans les rues. Pour faire la paix, Max signe un papier par lequel il cède la jouissance de ses anciens herbages à son âne.

## Fiche technique
- Titre alternatif : L'âne jaloux
- Réalisation : Max Linder
- Collaboration technique : René Leprince
- Scénario : Max Linder et Louis Z. Rollini
- Société de production et de distribution : Pathé Frères
- Pays : France
- Format : Muet - Noir et blanc - 1,33:1 - 35 mm
- Métrage : 170 m
- Genre : Comédie
- Durée :  7 min 14 s
- Date de sortie : 
  -  France - 5 juillet 1912

## Distribution
- Max Linder : Max
- Joe Dawson : L'âne
- Paulette Lorsy : Jane, la fiancée de Max
- Reste de la distribution :
  - le domestique de Jane
  - un amoureux de Jane
  - l'homme dérangé dans son lit